# Andreas Timm-Giel
Andreas Timm-Giel ist ein deutscher Elektro- und Informationstechniker und seit Juni 2021 Präsident der Technischen Universität Hamburg. 

## Leben
Er schloss sein Studium als Diplom-Ingenieur in Elektrotechnik/Informationstechnik 1994  an der Universität Bremen ab, wo er auch 1999 über Funkkanalmodellierung promovierte (Dr.-Ing.). Er ist seit November 2009 ordentlicher Professor und Leiter des Instituts für Kommunikationsnetze der TU Hamburg. Seit 2014 war er Vizepräsident für Forschung der TUHH. Nachdem er im September 2020 bereits kommissarisch das Amt des Präsidenten der Universität übernommen hatte, wurde er im Januar 2021 offiziell gewählt und im Juni 2021 in das Amt eingeführt. Er ist Vorstandsvorsitzender des 2019 gegründeten Hamburg Institute for Advanced Study (HIAS).